# 사프란 혁명

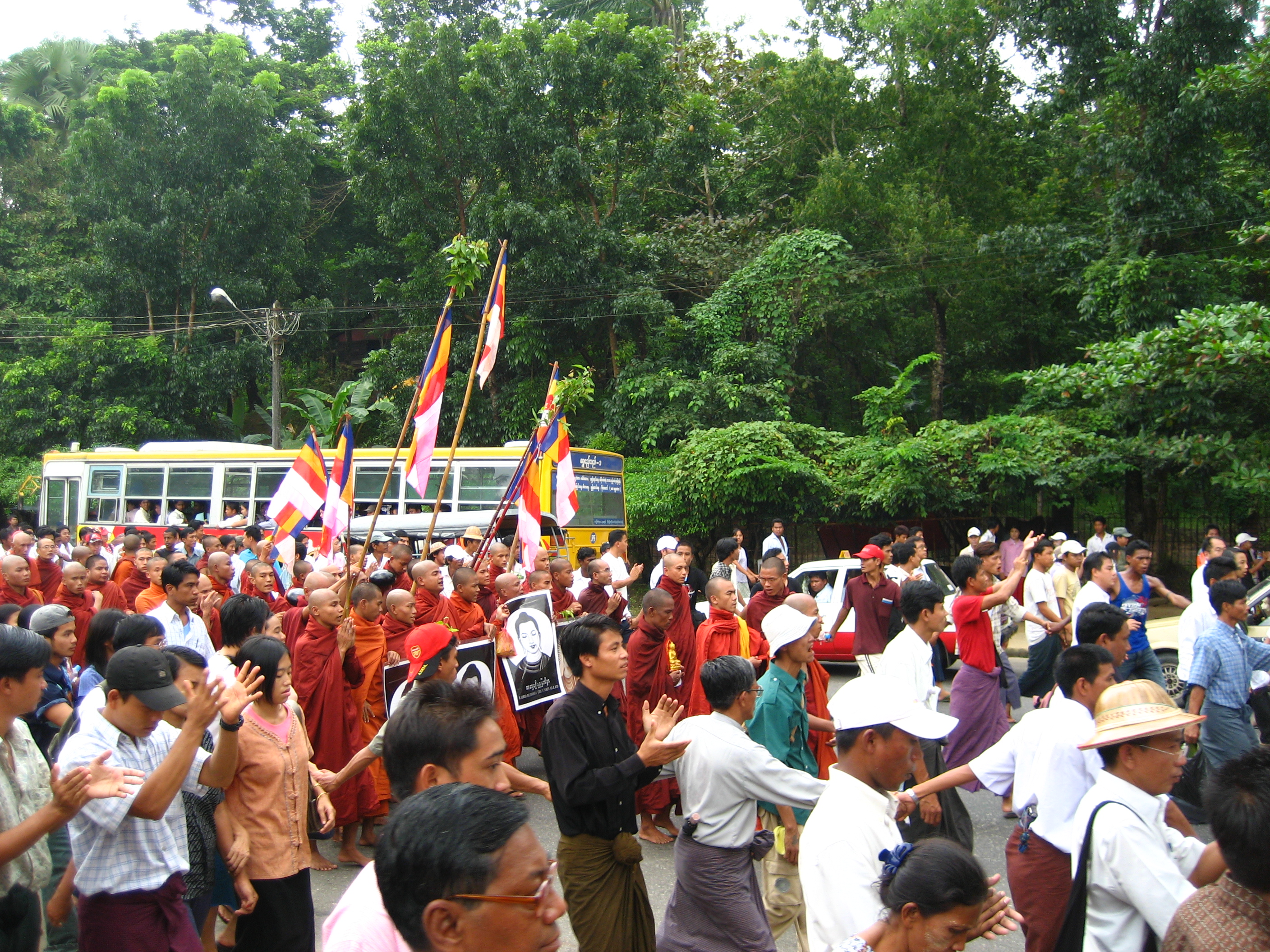
시위 행렬

2007년 8월 15일부터 미얀마(버마)에서 시위가 일어났으며, 9월 29일 미얀마 군정은 시위를 '진압'했다고 선언했다. 시위는 주로 제1 도시인 양곤과 제2 도시인 만달레이를 중심으로 일어났다. 사프란 혁명이라고도 부른다.

## 시위 진행 과정

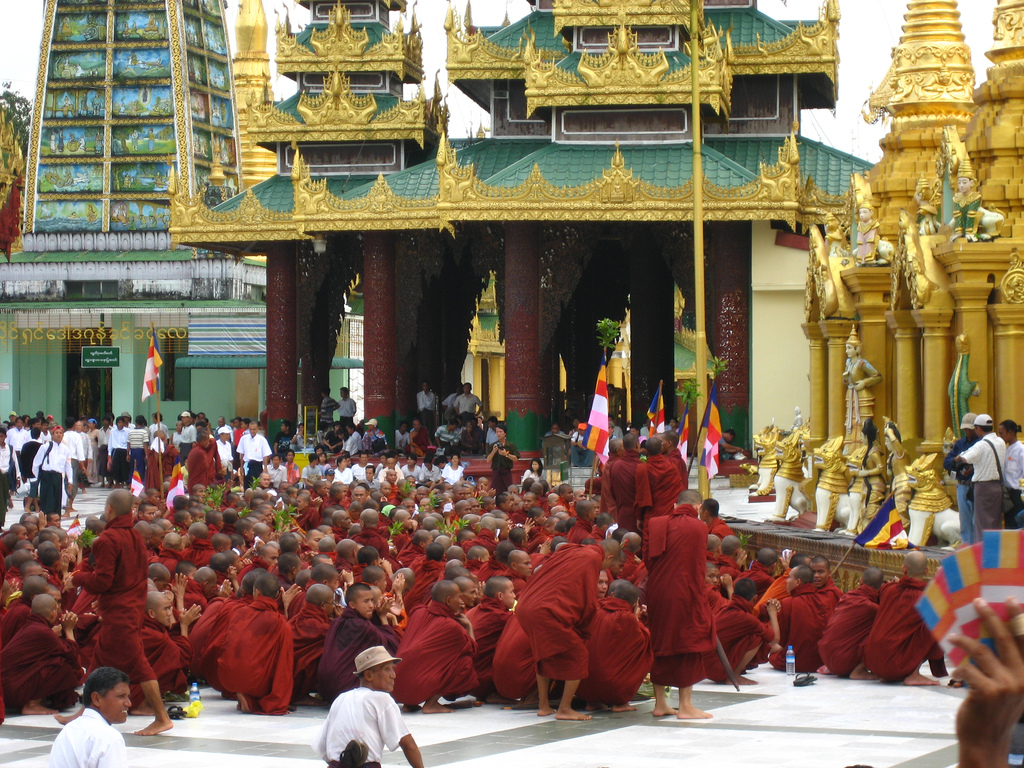
쉐다곤 파고다에 모인 승려들

이번 시위는 군부가 8월 15일 예고도 없이 천연가스 가격을 기존보다 약 5배, 휘발유/경유의 경우는 1.66~2배 인상한 조치에 반발하면서 일어났다. 초기에는 일반 주민, 학생들과 반정부 행동주의자들에 의해 일어났다.
9월 5일에는 북부에서는 파코쿠에선 승려와 군인들 간 무력 충돌이 벌어져 승려 4명이 체포됐다. 승려들은 17일까지 공식 사과와 이들의 석방을 요구했지만 군부는 거부했고, 그리하여 9월 18일부터는 불교 승려들도 시위에 참여하기 시작했다. 이 때부터 본격적으로 대규모 시위가 일어나기 시작했다. 승려들은 군인들의 사원 출입과 시주를 금하고 시민들과 함께 비폭력적으로 거리에서 행진을 벌이는 방식으로 시위하고 있다. 승려들이 시위에 참여하자 일부 언론과 단체에서는 승려들이 사프란색 옷을 입는다 하여 사프란 혁명(Saffron Revolution)이라고도 부르기도 한다. 전 국민의 대다수가 불교 신자인 미얀마에서 승려들은 국민들로부터 존경받는다. 그리고 승려들은 사회적 영향력이 상당히 강력하다.
군부는 9월 6일 0시를 기해 옛 수도인 양곤과 만달레이에 60일간 오후 9시부터 이튿날 오전 5시까지 야간 통행 엄금을 발령했고 5명 이상의 집회도 엄금했다.
9월 22일에는 시위를 주도하고 있는 승려와 시위대 2000여명이 아웅 산 수 치의 자택을 방문하자 수 치가 현관에 나와 이들을 환영했다. 수 치는 약 15분간 모습을 보였으며 시위대에게 손을 흔들고 눈물까지 훔친 것으로 알려졌다. 하지만 26일에도 시위대가 수 치의 자택을 방문하려 했지만 군경은 바리케이드로 길목을 차단했다. 인세인 교도소로 이감되었다는 투옥설도 있으나 당국에서는 아직 가택 연금 상태가 계속되고 있다고 밝히고 있다. 또한 아웅 산 수 치가 이끌고 있는 민족민주동맹 인사가 경찰에 연행됐다.
대학생들도 시험을 거부하고 시위에 참여하고 있다. 군이 사원에 들어가 승려들에게 총과 수류탄 등을 동원하며 연행하자, 승려들은 군의 사원 점거에 맞서 창과 칼을 들었다.
하지만 군부의 강경적인 진압으로 인해 9월 29일부터는 시위가 잠잠해진 것으로 알려졌다. 한편, 이브라힘 감바리 유엔 특사의 미얀마 방문에 맞춰 현 군부를 지지하는 대규모 집회가 열린 것으로 전해졌다.
10월 1일부터는 주민들이 군부 지도자들의 소식을 전하는 시간대인 오후 8시부터 15분간 TV를 끄고 소등하는 '침묵 시위'를 벌이고 있다.

### 시위 진압 및 희생자

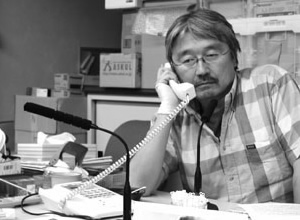
나가이 겐지의 생전 모습, 9월 27일 시위 현장을 촬영하다 숨졌다.

버마 국민들의 반정부 시위는 평화적으로 진행됐으나 군인과 경찰이 총으로 경고 사격과 함께 최루탄과 공포탄을 동원하고, 곤봉으로 시민을 때리며 시위대를 해산시켰으며. 군부는 또한 승려들이 정치 참여로 사회 평화와 불교 교리를 위반하고 있다는 명분을 내세워 불교 사원에 들어가 불교 승려들에게 총과 수류탄을 쏘며 연행하였으며 승려들의 외출도 통제한 것으로 알려졌다.
야간통행엄금과 집회엄금령을 무릅쓰고 승려들이 주도한 반정부 시위에서 군인과 경찰의 강제진압으로 승려와 시민들이 총에 맞거나 경찰봉에 구타당해 기절하거나 부상당하고 연행당했다. 9월 27일 새벽에는 군이 불교 사원 두 곳에 실탄을 발사하며 급습해 시위를 주도하고 있는 승려 100여 명을 체포한 것으로 알려졌다. 또한 체포된 일부 승려들은 양곤 시내의 한 기술대학 및 사용하지 않는 경마시설에 구금된 것으로 알려졌다.
또한 같은 날 일본인 사진기자인 나가이 겐지(長井健司)기자가 죽는 사고가 발생했다. 나가이 겐지 기자는 AFP 통신의 계약 사진기자로, 그는 최후까지 사진을 찍기 위해 카메라를 놓지 않았다. 한편, 일본인 사진기자에게 의도적으로 총격했다는 의혹이 제기되었다. 그러자 얀 윈 미얀마 외무장관이 뉴욕 유엔 본부에서 고무라 마사히코 일본 외상과 가진 회담에서 "나가이 겐지의 사망은 미안하게 됐다"고 사과한 것으로 알려졌다.
한편, 9월 26일 야당 당원이 조사를 받다 숨진 사실이 뒤늦게 알려졌다.

#### 사상자 수
아직까지 사상자 수는 각 언론사들이 낸 통계와 미얀마 군부가 발표한 통계가 모두 제각각 달라 정확한 사상자 수가 나오지 않고 있다. 미얀마 군부의 발표에 따르면 모두 13명이 숨지고 11명이 다쳤다고 밝혔다. 하지만 군부가 발표한 사망자 수보다 실제 사망자가 더 많다는 주장도 제기되고 있다. 영국 일간지 인디펜던트 지는 미얀마 언론인의 주장을 인용, 군과 경찰이 달아나는 시위대를 향해 조준사격을 가했으며 최소한 4명의 젊은이가 등에 총격을 받아 즉사했다고 보도하였다. 또한 미국의 반(反) 군부독재단체인 '버마를 위한 미국운동'은 미얀마 군부의 사흘간의 유혈 민주화운동 진압으로 시위 참가자 약 200명이 목숨을 잃었다는 주장을 했다. 하지만 이에 대한 근거가 제시되지는 못했다.

### 인터넷 및 취재 통제
시위 상황을 중계한 인터넷 웹사이트와 블로그를 차단하고 인터넷 접속은 물론, 시위를 이끈 승려들의 사원과 야당 정치인, 대학생 지도부의 유, 무선 전화뿐만 아니라 미얀마 내 국내외 기자들의 전화선도 모두 두절됐으나 유튜브와 현지 네티즌 등이 개설한 블로그 등에 휴대전화, 디지털 카메라 등으로 촬영한 관련 동영상과 사진들이 꾸준히 올라오고 있다.
한편, 코글로뉴스의 정범래가 미얀마의 시위를 취재한 것이 군부에게 적발돼 수배령이 떨어지기도 하였으나, 9월 26일 늦은 오후 항공기를 통해 타이로 피신했다.
9월 29일에는 미얀마 경찰 당국의 대표라고 소개한 한 남성이 반정부 시위를 취재 중인 스웨덴과 덴마크 기자들에게 신변 안전을 위해 미얀마에서 철수하라는 내용의 전화를 한 것으로 알려졌다.
2007년 10월 13일, 양곤 시내의 야간 통금 완화와 함께 인터넷도 재개통됐다.

## 국제 사회의 입장

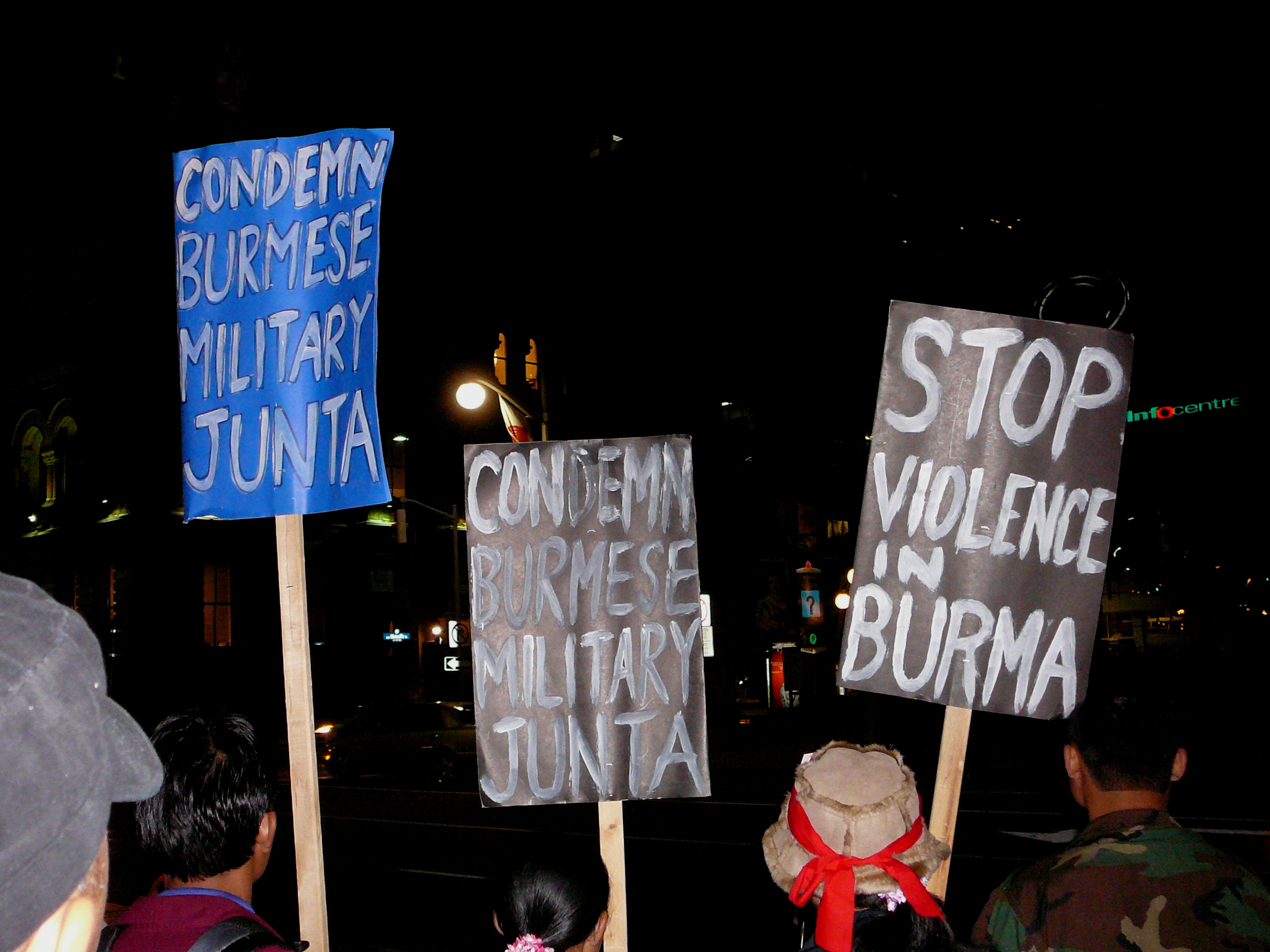
캐나다 오타와에서 무력 진압을 중지할 것을 요구하는 팻말을 들고 시위하고 있다.

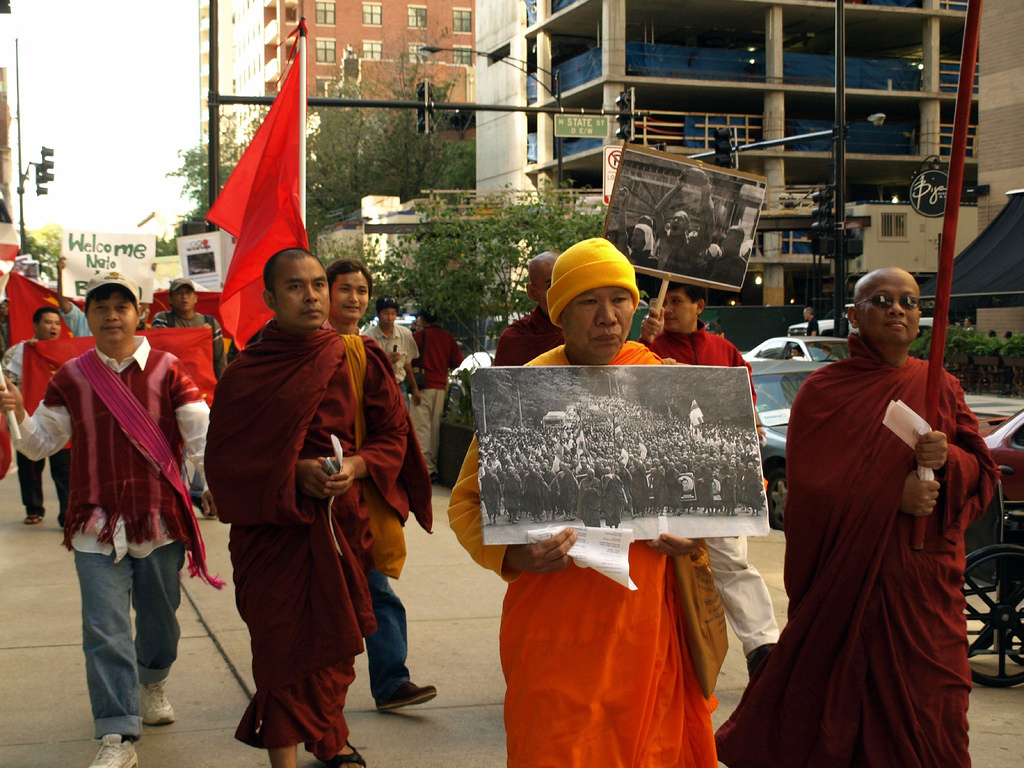
시카고 주재 중국 영사관으로 향하는 시위 행렬

- 대한민국: 대한민국 외교통상부는 대변인 명의의 성명을 통해 우려를 표하며 더 이상 상황이 악화하지 않도록 정부에게 자제를 요구했다.[26] 10월 1일에는 대한민국 국회의원 42명이 탄압을 중단할 것을 촉구하는 성명을 발표했다.[27]
- 미국: 조지 W. 부시 미국 대통령은 8월 30일 군부의 반체제 민주인사 검거를 비판하고 이들의 석방을 요구했다.[28] 또한, 9월 25일 유엔총회에서도 "버마의 군사독재정권이 19년에 걸쳐 공포의 통치를 해오는 데 미국인들은 분노한다."라고 밝혔다.[29] 9월 27일, 데이너 페리노 백악관 대변인은 "전 세계가 자유를 요구하기 위해 거리로 뛰쳐나온 미얀마 국민들을 주시하고 있다"며 "미국은 이들 용감한 국민들과 연대할 것"이라고 말했다.[30]
- 러시아: 러시아 외교부는 유감을 표명했지만 "위기 확산을 방지하기 위한 조치는 필요하다"고 밝혔다. 블라디미르 푸틴 러시아 대통령도 "제재 논의는 시기상조"라고 말했다.[31]
- 영국: 고든 브라운 영국 총리도 "버마의 불법적이고 억압적인 정권은 전 세계가 버마를 주시한다는 것을 알아야 한다"고 말했다.[29]
- 중국과  인도 정부는 사태에 개입하지 않겠다는 뜻을 밝혔다.[32] 또한 중국 정부는, 폭력 진압과 관련한 유엔의 규탄 성명 발표 등에는 즉각적으로 반대 의사를 밝혔다.[33]
- 일본: 일본 정부는 자국민이 숨진 것에 대해 강력히 항의하고[16] 특사를 파견했다.[18] 10월 1일에는 나가이 겐지가 최후까지 들고 있던 비디오 카메라를 돌려 달라고 요구했다.[34]
- 유럽 연합: 유럽 연합은 미얀마의 임시공사를 소환해 유혈사태가 계속될 경우 미얀마에 대한 제재를 강화하겠다는 뜻을 전달했다.[35]
- 유엔: 유엔 안전보장이사회 상임이사국 5개국은 9월 26일 비상 회의를 소집, 군부의 강제 진압에 대해 우려하며 자제해줄 것을 요청하는 공동 성명서를 채택했다.[36] 유엔 인권이사회의 경우 이번 민주화 시위와 관련해 특별회의 개최에 필요한 47개 이사국의 3분의 1이 넘는 17개 이사국을 포함한 53개국의 서명을 받은 소집요구서를 받았다. 10월 2일, 유엔인권이사회는 스위스 제네바에서 특별 회의를 개최해, 시위에 대한 군부의 무력 진압을 비난하는 결의안을 채택했다.[15]
- G8 외무장관들도 평화로운 시위대에 대한 모든 폭력을 비난하며, 민주화 운동 지도자들과 대화를 시작하라는 성명을 채택했다.[36]
- 동남아시아 국가 연합(ASEAN) 10개국 외무장관들은 자동 소총이 사용됐다는 소식을 접하고 경악했다면서 군정에 무력 사용을 중단할 것을 촉구했다.[37]
- 아시아 협력 대화(ACD) 회원국들은 현지 시각으로 9월 28일 미국 뉴욕에서 열린 외교장관 회의에서 우려와 함께, 미얀마 정부에 자제를 촉구했다.[38]
- 국제의회연맹(IPU)은 스위스 제네바에서 열린 총회에서 미얀마 군부에 대해 구금 중인 모든 정치인, 승려 등을 조건없이 즉각 석방할 것을 촉구하는 결의안을 채택했다.[39]
- 대한민국 참여연대에서는 9월 27일 군정을 강력히 규탄하는 공동 성명을 발표했다.[40]
- 대한민국 5·18기념재단에서도 "군정은 평화적인 민주화 요구 시위에 대한 무력사용을 즉각 중지하라"는 성명서를 9월 28일 발표했다.[41]
- 또한, 9월 27일 서울 용산구에 있는 주한 미얀마 대사관 앞에서 민족민주동맹 한국지부 회원들과 '한국버마행동' 회원들이 시위를 하기도 했다.[42] 이외에도 세계 각국에 주재하고 있는 미얀마 대사관 앞에서 민주화 운동을 지지하는 시위가 일어났다.[43] 9월 30일에는 영국 런던에서[44], 10월 2일에도 대한민국에서는 시민 단체들이 군부의 시위대 탄압을 규탄하는 대규모 집회를 열었다.[45]

### 유엔 특사
유엔은 이브라힘 감바리 특사를 미얀마에 파견했다. 특사는 9월 29일 미얀마에 도착해 행정수도인 네피도에서 미얀마 군부 지도자들을 만나고 다음으로 반정부 인사인 아웅 산 수 치 등을 만난 것으로 알려졌다. 10월 2일에는 네피도에서 군부의 최고 권력자인 탄 슈웨 장군을 만나고, 아웅 산 수 치와 2차 면담을 가졌다.

## 시위 이후
통행금지는 2007년 11월 해제되어 평온을 되찾고 있으며, 지난 10월까지 차단됐던 전화도 이제는 허용되고 있다. 미얀마 국적 항공사인 '미얀마 에어웨이즈 인터내셔널'은 시위로 중단된 국제노선 운항을 2008년 1월 4일부터 재개할 예정이라고 밝혔다.
미얀마 군사정권은 헌법개정을 위한 국민투표를 2008년 5월 12일과 24일(사이클론으로 큰 피해를 입은 지역에 한해 24일로 연기) 두 차례에 걸쳐 실시했다. 이 헌법 개정안에는 외국인과 결혼했거나, 군 출신이 아닌 사람은 대통령 선거에 출마하지 못하도록 하는 내용을 담고 있다. 미얀마 군부의 뜻대로 헌법이 개정되면 미얀마의 민주화 지도자로 10년이 넘게 가택연금 상태인 아웅 산 수 치 여사의 대통령 선거 출마가 불가능해진다. 결국 이 헌법에 의해 치러질 2010년 미얀마 대통령 선거에 아웅 산 수 치 여사가 출마하지 못하게 함으로써 군사 정권의 지속적인 유지가 헌법 개정의 목적이었던 것으로 보인다.

## 같이 보기
- 8888 항쟁 - 1988년 8월 8일 미얀마에서 군부에 항거하여 일어난 민주화 시위.
- 아웅 산 수 찌 - 미얀마 최대 야당 대표

### 사진
- In pictures: Burma protests (BBC)
- Burma-Myanmar Genocide[깨진 링크(과거 내용 찾기)] (피카사 웹 앨범)

### 영상
- 9월 24일 승려들의 시위 - 유튜브
- 9월 24일 군중들을 이끄는 승려들 - 유튜브
- 9월 25일 경고를 무시한 승려들 - 유튜브
- 9월 26일 경찰과 시위대의 충돌 - 유튜브
- 9월 27일에도 계속된 발포 - 유튜브
- 9월 27일 군인들이 군중에게 발포하는 영상 - 유튜브
- 9월 27일 발포한 총알에 맞아 사망한 일본인 사진기자 나가이 겐지 씨의 '고의 사격 의혹' 관련 뉴스 - 유튜브
- 9월 28일 진압군과 시위대의 충돌 - 유튜브